# Lluvia, vapor y velocidad. El gran ferrocarril del Oeste
Lluvia, vapor y velocidad. El gran ferrocarril del Oeste (en inglés, Rain, Steam, and Speed – The Great Western Railway) es un conocido cuadro del pintor romántico británico Joseph Mallord William Turner. Se trata de un óleo sobre tela que mide 91 centímetros de alto por 121,8 centímetros de ancho. Actualmente se conserva en la National Gallery de Londres (Reino Unido).
Esta pintura fue exhibida por vez primera en la Royal Academy en 1844, aunque pudo haber sido pintada con anterioridad. La fecha es significativa porque los ferrocarriles eran aún algo nuevo. A diferencia de otros pintores de la época, que despreciaban la industrialización y no veían en el progreso industrial temas merecedores de tratamiento pictórico, Turner admiraba la técnica moderna y por ello pinta la locomotora más moderna de su género y el entonces vanguardista puente de Maidenhead. Aun así, no se trata de ningún homenaje al ferrocarril ni a la revolución industrial. El tren es usado como recurso para representar un objeto a gran velocidad, para desmaterializar la forma.
El gran ferrocarril del Oeste (GWR, sigla de su nombre en inglés) fue uno de una serie de compañías de ferrocarril británicas privadas creadas para desarrollar este nuevo medio de transporte. El propósito del GWR fue inicialmente conectar Bristol con Londres; su ingeniero jefe era Isambard Kingdom Brunel.
La localización de la pintura es, según se acepta generalmente, el puente llamado Maidenhead Railway Bridge, sobre el río Támesis entre Taplow y Maidenhead. La vista está mirando hacia el este, hacia Londres. El puente fue diseñado por el ingeniero Brunel y completado en 1838. La línea desde Paddington en Londres a Taplow se inauguró en 1838.
Turner realizó apuntes del natural y luego creó el cuadro en su taller.
Pinta a un tren que corre a lo largo de las vías. El paisaje está definido muy vagamente, como en muchas otras obras de Turner, hecho que lleva al célebre crítico Francesco Arcangeli a relacionar la obra del pintor con el informalismo de Jackson Pollock. Pero la repercusión más importante de este pintor está encarnada en la pincelada de los impresionistas.
Recurre a una luz muy intensa que transmite más la emoción que la realidad objetiva. Así logra crear la atmósfera que pretende, más que ofrecer una representación verídica. A través de empastes se logra reflejar el humo del ferrocarril y el aire mismo.
Los elementos sólidos (el tren, el puente) apenas están insinuados, desaparecen en la atmósfera neblinosa e irreal del cuadro. Se difuminan y mezclan la neblina que exhala el agua, la lluvia que pone un velo ante el cielo y el vapor de la locomotora.
Turner usaba una técnica particular con la que obtenía efectos lumínicos cambiantes. Aplicaba los colores rascándolos hasta extraer esquemáticamente del fondo las formas figurativas. Con su particular técnica obtiene una textura inconfundible.